# 高山髮草
高山髮草（学名：Deschampsia atropurpurea）为禾本科髮草屬下的一个种。

## 扩展阅读
- 維基物種上的相關：高山髮草